# マレット臼砲

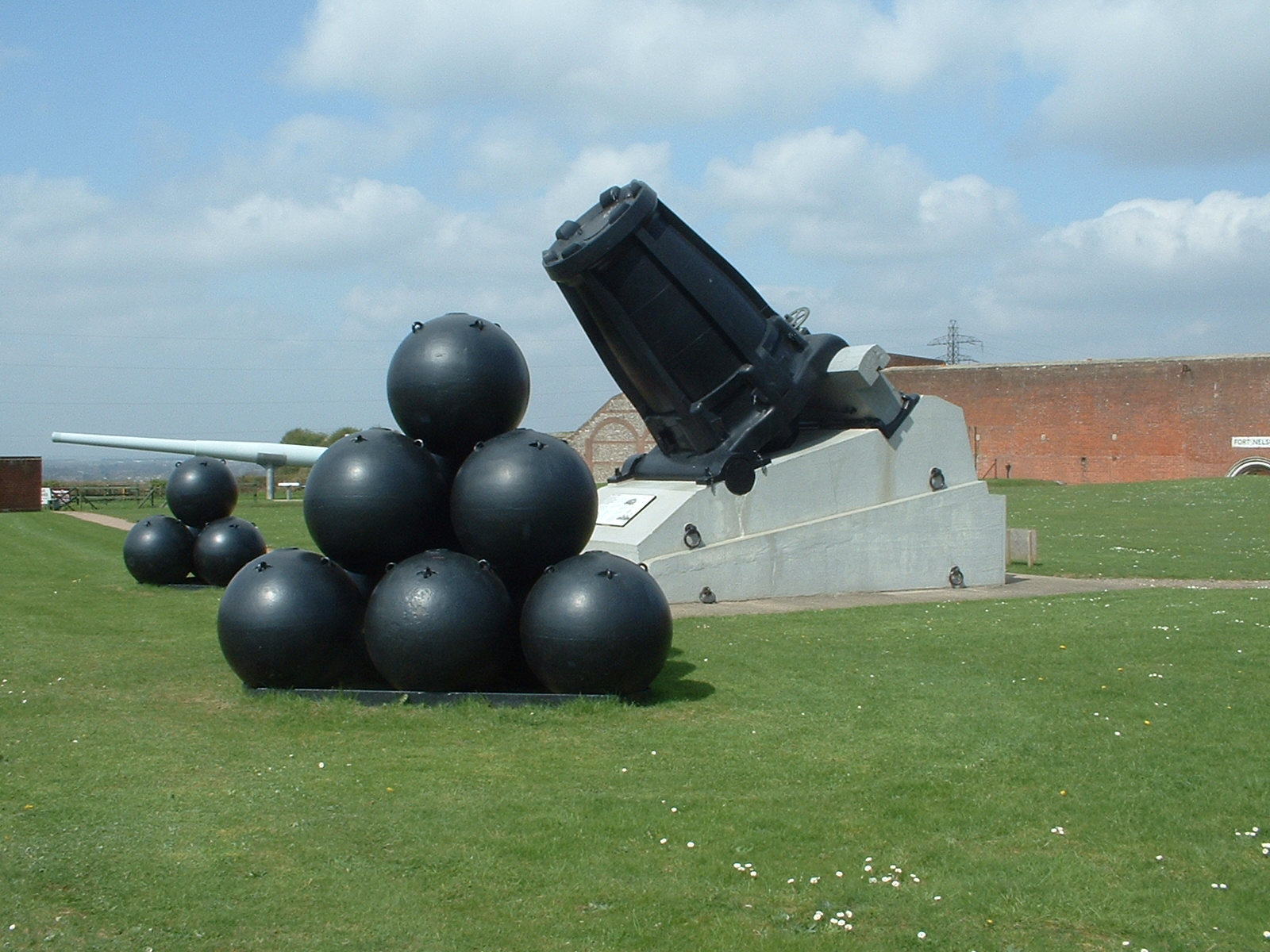
ロイヤル・アーマリーズのフォート ネルソン大英帝国戦争博物館所蔵のマレット臼砲

マレット臼砲（マレットきゅうほう、Mallet's Mortar）とはイギリスが1857年に製造した世界最大の臼砲である。
クリミア戦争でセヴァストポリ包囲戦のためにロバート・マレットによって設計されたが、戦争に間に合わず、実戦投入されなかった。
巨大な砲身は複数のリングに分割可能な構造をしており、これほど巨大でありながら分解して運搬可能だった。
現代では記念品として展示されている。
- 口径：36インチ（914mm）
- 重量：40,646kg
- 砲弾重量
  - 1,333.6kg（2,940lbs）
- 装薬：217.7kg（480lbs）
- 最大射程：2,523m